# Killzone: Mercenary
Killzone: Mercenary — відеогра жанру шутера від першої особи для портативної консолі PlayStation Vita. Розроблялась студією Guerrilla Cambridge. Є другим відгалуженням і п'ятою грою за рахунком в серії Killzone. Реліз відбувся у вересні 2013 року. Це перша гра в серії, створена не студією Guerrilla Games.

## Ігровий процес
Вперше в кампанії Killzone, гравці воюють як проти хелґастів, так і ІСА, для яких повинні виконувати місії, які звичайні солдати не можуть виконати. Будучи найманцем, протагоніст вільний вирішувати яку тактику використовувати для виконання своїх місій за контрактами. Роботодавці винагороджують найманців зброєю і грошима, якщо місія успішно завершена. У грі задіяний сенсорний екран PS Vita і задня сенсорна панель.

## Сюжет
Події починаються невдовзі після фіналу Killzone. Протагоніст, найманець Аарон Даннер, який працює на компанію Phantom talon corp., виконує бойові завдання, покликані вибити хелґастів з планети Векта. Ворожий полковик Віктор Кратек захоплює адмірала ІСА Алекса Грея. Аарон Даннер та Даміан Іванов вирушають визволити адмірала і знаходять його, проте Кратеку вдається втекти.
Після цього Даннера та Іванова відправляють в місто Діотем, де впав хелґанський крейсер. Намагаючись добути секретні коди, Іванов спричиняє тривогу. Даннеру вдається втекти, тоді як його напарник гине.
Минає два роки, ІСА починає контратаку на Хелґан, але вона провалюється через «Дугові вишки», розміщені на поверхні планети. Втративши напарника, Даннер все ж продовжує виконання завдання і знищує низку вишок.
Наступним завданням стає визволити з оточення посла ІСА Сеппа Гаркіна. Даннеру не вдається врятувати посла, зате при допомозі охоронця Борріса він рятує його сина Юстуса і відлітає на викраденому ворожому літаку. Змушений змінити курс, він опиняється в селищі, де знаходить хелґанського ученого-втікача Савіка. Прикривши їх евакуацію, Даннер рятується сам завдяки прибулій підмозі.
Аарона посилають на фабрику, де виробляється зброя. Його командир Бенуа лишає Даннера на вірну смерть, але той тікає та зустрічає Кратека. Полковник пропонує працювати на хелґастів в обмін на життя. Аарон погоджується і вирушає повернути Савіка. Від ученого він дізнається, що в крові Юстуса міститься код активізації вірусу, розробленого ІСА проти хелґастів.
Невдовзі Даннер проникає на секретний корабель ІСА, де міститься вірус, вбиває Грея і знаходить Юстуса. Вірус прагнуть захопити як Кратек, так і Бенуа. Зустрівшись, Бенуа вбиває Кратека і хоче передати Юстуса тій стороні, що заплатить більше. Даннер натомість хоче знищити вірус, щоб ним не скористався ніхто. Він вбиває Бенуа й тікає з Юстусом з корабля до того, як він впаде на Хелґан. Невдовзі починається контратака хелґстів, а за Аарона і Юстуса іншим найманцям призначається винагорода.

## Розробка
На виставці Gamescom 2012, стало відомо назву гри. Killzone: Mercenary використовує модифіковану версію рендерного рушія Killzone 3, що дозволяє використовувати на портативній консолі, так само як і на стаціонарній, об'ємне освітлення і дим, текстури довкілля високої роздільності, блиск металу та реалістичні тіні. Реліз гри відбувся у вересні 2013. На відміну від попередніх частин серії, Mercenary не була розробленою Guerrilla Games; замість неї розробкою гри зайнялася студія Guerrilla Cambridge (відома раніше як SCE Cambridge Studio). У порівнянні з попередніми частинами, Mercenary пропонує більше спорядження і зброї в серії. Завдяки цьому, ігровий процес, за словами розробників, стає різноманітнішим.